# Coalición de centroderecha
Coalición de centroderecha (en italiano: Coalizione di centrodestra) es una alianza política de partidos políticos en Italia activa bajo varias formas y nombres desde 1994, cuando Silvio Berlusconi entró en la política y formó su partido Forza Italia. Ha competido principalmente con la coalición de centroizquierda. Está compuesto por partidos de derecha en la arena política italiana, que generalmente abogan por la reducción de impuestos y se oponen a la inmigración, y en algunos casos son euroescépticos.
En las elecciones generales de 1994, bajo el liderazgo de Berlusconi, la centroderecha se presentó con dos coaliciones, el Polo de las Libertades en el norte de Italia y Toscana (principalmente Forza Italia y Liga Norte) y el Polo del Buen Gobierno (principalmente Forza Italia y Alianza Nacional) en el centro y sur de Italia. En las elecciones generales de 1996, luego de la salida de la Liga Norte en 1994, la coalición de centroderecha asumió el nuevo nombre de Polo por las Libertades. En el año 2000, con el retorno de la Liga a la coalición, se reformó como la Casa de las Libertades que existió hasta 2008.
Tras la caída del Segundo Gobierno Prodi y la crisis del gobierno de Italia de 2008, la coalición de centroderecha ganó las siguientes elecciones anticipadas que se celebraron en abril. Desde 2008, cuando Forza Italia y Alianza Nacional formaron El Pueblo de la Libertad, la coalición no ha tenido nombres oficiales. A finales de 2013 se formó la nueva Forza Italia y, para las elecciones generales de 2018, unió fuerzas con la Liga Norte, los Hermanos de Italia y una colección de fuerzas principalmente centristas llamada Nosotros con Italia–Unión de Centro.
En 2018, la rebautizada Liga formó un gobierno de coalición con el Movimiento 5 Estrellas y sin sus aliados de centroderecha, que entraron en la oposición. Esto provocó un deterioro de la coalición de centroderecha a nivel nacional, que se mantuvo activa a nivel local y regional. En octubre de 2019, Salvini intentó unir la coalición. Esta crisis interna se intensificó aún más cuando Forza Italia y la Liga se unieron al gobierno de unidad nacional de Mario Draghi, mientras que Hermanos de Italia permaneció en la oposición.
Durante las elecciones generales de Italia de 2022 en septiembre, causadas por la crisis del gobierno de Italia de 2022 en julio, la coalición de centroderecha se reunió y obtuvo una victoria decisiva al asegurar la mayoría absoluta de escaños en ambas cámaras. Hermanos de Italia emergió como el primer partido en superar a la Liga y obtuvo seis millones de votos en cuatro años. Esta fue la primera vez que la centroderecha obtuvo la mayoría de escaños desde las elecciones generales de Italia de 2008.

## Historia

### Polo de las Libertades y Polo del Buen Gobierno

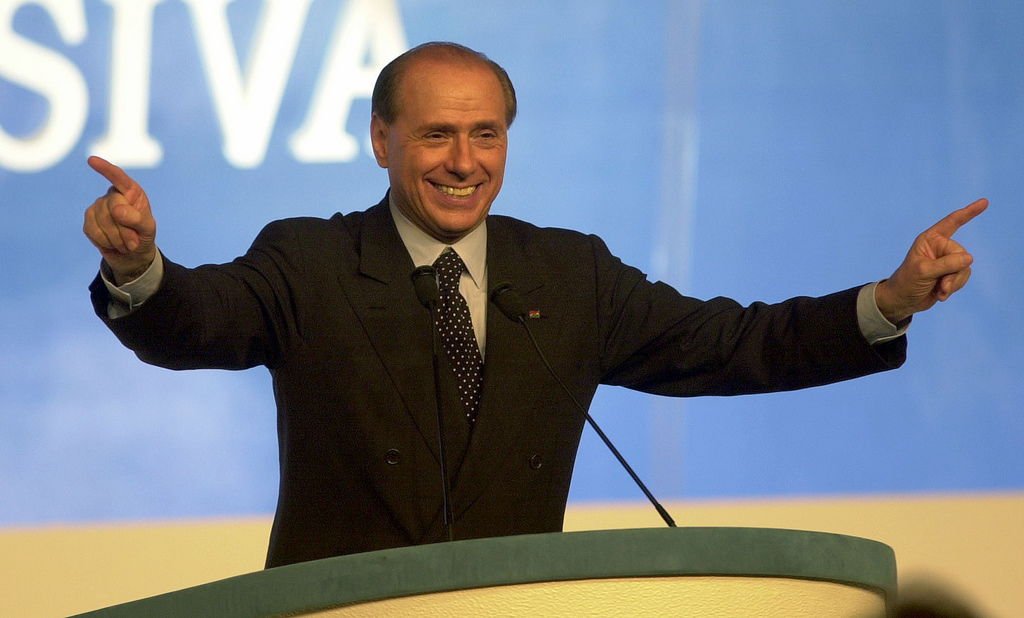
Berlusconi en una convención electoral

En 1994, el magnate de los medios de comunicación Silvio Berlusconi, anteriormente muy cercano al Primer Ministro socialista Bettino Craxi e incluso habiendo aparecido en comerciales para el Partido Socialista Italiano, estaba estudiando la posibilidad de crear un partido político propio para evitar lo que parecía ser la victoria ineludible de la izquierda en las próximas elecciones. Sólo tres meses antes de la elección, presentó, con un anuncio televisado, su nuevo partido, Forza Italia. Los partidarios creen que quería evitar una victoria comunista, los opositores que defendía el antiguo régimen al cambiarle el nombre. Independientemente de sus motivos, empleó su poder en la comunicación (era el propietario y aún lo es, de las tres principales estaciones de televisión privadas en Italia) y las avanzadas técnicas de comunicación que él y sus aliados conocían muy bien, ya que su fortuna se basaba en gran medida en la publicidad.
Berlusconi logró, en un movimiento sorpresivo, aliarse tanto con la Alianza Nacional como con la Liga Norte, sin que éstos estuvieran aliados entre sí. Forza Italia se unió a la Liga en el Norte, donde compitieron contra la Alianza Nacional, y con la Alianza Nacional en el resto de Italia, donde la Liga no estaba presente. Esta configuración de coalición inusual fue causada por el profundo odio entre la Liga, que quería separar a Italia y mantuvo a Roma en profundo desprecio, y a los posfascistas nacionalistas; en una ocasión, Bossi alentó a sus partidarios a buscar a los partidarios de la Alianza Nacional "casa por casa", sugiriendo un linchamiento (que, sin embargo, no tuvo lugar). En las elecciones generales de 1994, la coalición de Berlusconi obtuvo una victoria decisiva sobre la de Occhetto, convirtiéndose en la primera coalición de centroderecha en ganar las elecciones generales desde la Segunda Guerra Mundial. En la votación popular, la coalición de Berlusconi superó a la Alianza de los Progresistas con más de 5,1 millones de votos. Polo de las Libertades ganó en las principales regiones de Italia.

### Polo por las Libertades
El Polo por las Libertades se formó como una continuación de las coaliciones Polo de las Libertades y Polo del Buen Gobierno, que habían apoyado el liderazgo de Silvio Berlusconi en las elecciones generales de 1994: el Polo de las Libertades estaba constituido por Forza Italia y la Liga Norte, el Polo de Buen Gobierno por Forza Italia y la Alianza Nacional. Después de eso, la Liga Norte dejó la coalición a fines de 1994, la centroderecha se vio obligada a reformarse: en 1995, en ocasión de las elecciones regionales, se formó una alianza orgánica. En 1996 fue nombrado oficialmente "Polo por las Libertades" y debutó en las elecciones generales de 1996; sin embargo, fue derrotado por la alianza de centroizquierda El Olivo, cuyo líder era Romano Prodi.

### Casa de las Libertades

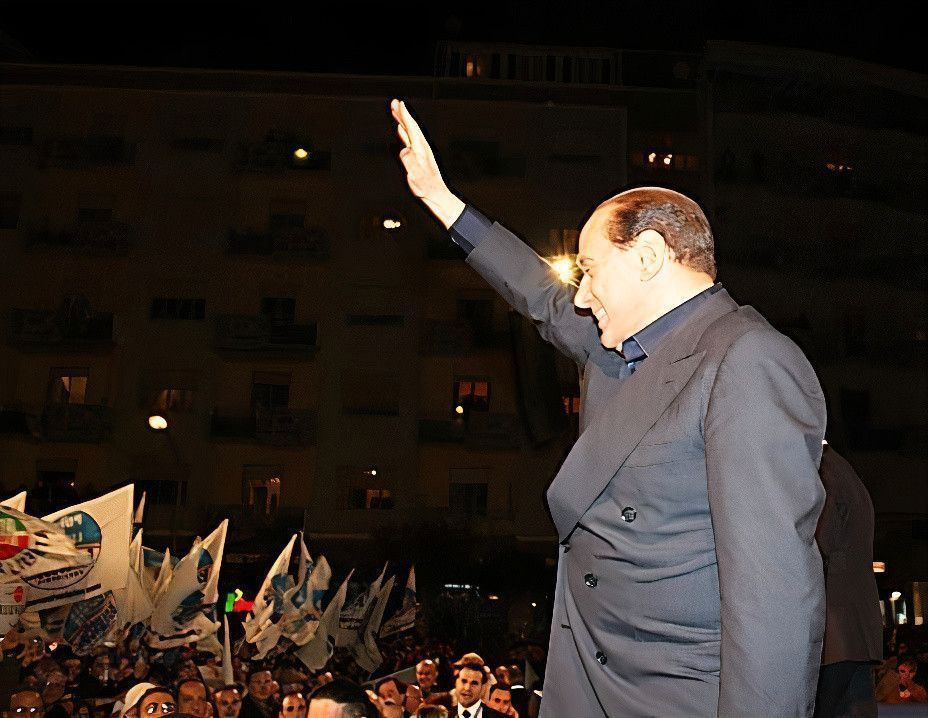
Silvio Berlusconi en un mitin en 2008.

La Casa de las Libertades fue el sucesor del Polo de las Libertades/Polo del Buen Gobierno y del Polo por las Libertades. En el período previo a las elecciones generales de 2001, después de un período de seis años en la oposición, que Berlusconi llamó "el cruce del desierto", logró reunir a la coalición bajo la bandera de la "Casa de las Libertades". Según su líder, la alianza era un "arco democrático amplio, compuesto por la derecha democrática, llamada AN, el gran centro democrático, llamado Forza Italia, CCD y CDU, y la izquierda democrática representada por la Liga, el Nuevo PSI y el Partido Republicano Italiano.
La Casa de las Libertades ganó las elecciones generales de 2001 con un triunfo arrollador y, en consecuencia, se formó el Segundo Gobierno Berlusconi. En el gobierno, FI, cuyas fortalezas incluían tanto Lombardía como Sicilia, y la LN, que estaba activa solo en el Centro-Norte, formó el llamado "eje del Norte", a través de la relación especial entre tres líderes lombardos, Berlusconi, Giulio Tremonti y Umberto Bossi; en el otro lado de la coalición, AN y la Unión de los Demócratas Cristianos y de Centro (UDC), partido surgió de la fusión de la CCD y la CDU a fines de 2002, se convirtieron en los representantes naturales de los intereses del Sur.
En 2003, la Casa de las Libertades fue derrotada en las elecciones locales por El Olivo y LN amenazó con retirarse. Además, las elecciones al Parlamento Europeo de 2004 fueron decepcionantes para FI y la coalición en su conjunto, a pesar de que AN, la UDC y la LN lo hicieron mejor que cinco años antes. Como resultado, Berlusconi y FI fueron más débiles dentro de la Casa de las Libertades. En las elecciones regionales de Italia de 2005, la Casa de las Libertades perdió seis de las ocho regiones que controlaba. La derrota fue particularmente dañina en el Sur, mientras que las únicas dos regiones que la coalición logró mantener, Lombardía y Véneto, fueron en el Norte, donde la LN fue decisiva. Esto llevó a una crisis gubernamental, particularmente después de que la UDC retiró a sus ministros. Unos días más tarde, se formó el Tercer Gobierno Berlusconi con cambios menores al gabinete anterior. En las elecciones generales de 2006, la Casa de las Libertades, que había abierto sus filas a varios partidos menores, perdió ante La Unión.

### El Pueblo de la Libertad
El Pueblo de la Libertad, lanzado por Silvio Berlusconi el 18 de noviembre de 2007, fue inicialmente una federación de partidos políticos, especialmente Forza Italia y Alianza Nacional, que participaron como una lista electoral conjunta en las elecciones generales de 2008. La federación se transformó más tarde en un partido durante un congreso del partido del 27 al 29 de marzo de 2009. La UDC, ahora UdC, abandona la coalición de centroderecha y hace una alianza con La Rosa por Italia, los Populares y otros partidos centristas. UdC se unió más tarde al Nuevo Polo por Italia en 2010 y a Con Monti por Italia en 2012.
El Pueblo de la Libertad formó el gobierno de Italia desde 2008 hasta 2011 en coalición con la Liga Norte. En 2010, el movimiento Futuro y Libertad (FLI), liderado por el exlíder de MSI/AN, Gianfranco Fini, se separó del Pueblo de la Libertad. FLI se unió a UdC y otros partidos para formar el Nuevo Polo por Italia, pero siguieron apoyando al gobierno. Después de la renuncia de Berlusconi durante la crisis de la deuda europea, el Pueblo de la Libertad apoyó al gobierno tecnocrático de Mario Monti en 2011-2012. después de las elecciones generales de 2013, se convirtió en parte del gobierno de gran coalición de Enrico Letta con el Partido Democrático, la Elección Cívica y la Unión de Centro. Angelino Alfano, entonces secretario del partido, actuó como Viceprimer Ministro y Ministro del Interior.

### Renacimiento de Forza Italia
En junio de 2013, Berlusconi anunció el renacimiento de Forza Italia y la transformación del Pueblo de la Libertad en una coalición de centroderecha. El 16 de noviembre de 2013, el consejo nacional del Pueblo de la Libertad votó para disolver el partido y comenzar una nueva Forza Italia; La asamblea fue abandonada por un grupo de disidentes, encabezados por Alfano, que había lanzado el partido alternativo Nueva Centroderecha el día anterior.
Después del referéndum constitucional de 2016, UdC dejó la coalición de centroizquierda y se acercó a la coalición de centroderecha de nuevo. En 2017, Elección Cívica también se unió a la coalición de centroderecha. UdC y Elección Cívica se presentaron con la coalición de centroderecha en las elecciones regionales de Sicilia de 2017.

### Coalición de centroderecha desde 2018

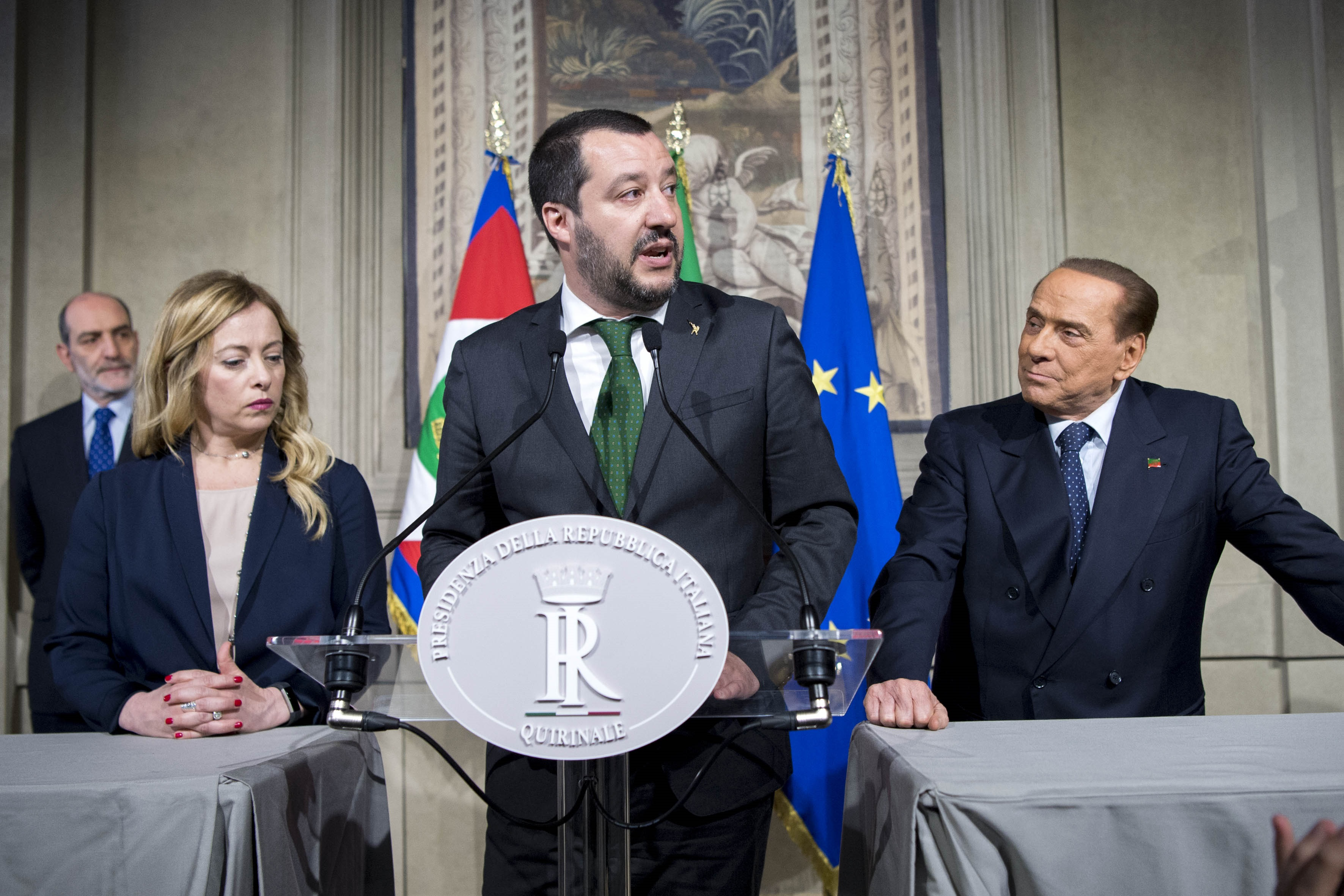
Giorgia Meloni, Matteo Salvini y Silvio Berlusconi en 2018

Después de las elecciones generales de 2018, la coalición de centroderecha, liderada por la Liga de Matteo Salvini, surgió con una pluralidad de escaños en la Cámara de Diputados y en el Senado, mientras que el antiestablishment Movimiento 5 Estrellas liderado por Luigi Di Maio se convirtió en el partido con el mayor número de votos. Matteo Salvini, de la renombrada Liga, era el partido más grande dentro de la coalición y, por lo tanto, era su candidato a primer ministro. La coalición de centroizquierda, liderada por el ex primer ministro Matteo Renzi, quedó en tercer lugar. Sin embargo, ningún grupo o partido político ganó una mayoría absoluta, lo que resultó en un parlamento colgado.
Después de tres meses de negociación, la formación del gobierno italiano de 2018 concluyó cuando el 1 de junio finalmente se formó un gobierno de coalición, que pasó a ser conocido como Gobierno del Cambio, entre el partido de Di Maio y la Liga, cuyos líderes se convirtieron en vice primeros ministros de un gobierno. liderado por el político independiente vinculado al Movimiento 5 Estrellas, Giuseppe Conte, como Primer Ministro de Italia. Esta coalición, que provocó disidencia dentro de la coalición de centroderecha, duró hasta septiembre de 2019 y fue sucedida por el Segundo Gobierno Conte en dirección de centroizquierda.
Tras la crisis del gobierno de Italia de 2021, el gobierno anterior fue reemplazado por un gobierno de unidad nacional liderado por Mario Draghi en febrero de 2021. Este gobierno incluía a la Liga y Forza Italia junto con el Movimiento 5 Estrellas, el Partido Democrático, Artículo Uno e Italia Viva; Hermanos de Italia, el partido sucesor de la Alianza Nacional liderado por Giorgia Meloni, permaneció en la oposición. El gobierno Draghi colapsó durante la crisis del gobierno de Italia de 2022 en julio de ese año, y en septiembre se celebraron elecciones anticipadas. En las elecciones generales de Italia de 2022, la centroderecha obtuvo la mayoría en ambas cámaras, con Hermanos de Italia como el partido más numeroso de la coalición. Como resultado, Meloni se convirtió en la nueva primer ministro el 22 de octubre de 2022.

## Composición

### Elecciones generales de 1994
En las elecciones generales de Italia de 1994, la coalición de centroderecha se postuló bajo el nombre de Polo de las Libertades en el norte de Italia, incluida la Liga Norte y dejando fuera a la Alianza Nacional, que en cambio se postuló sola. En el centro y sur de Italia, donde la Liga Norte no estaba presente, la coalición se presentó bajo el nombre de Polo de Buen Gobierno, que también incluía a la Alianza Nacional.
El Polo de las Libertades estaba compuesto por los siguientes partidos:
| Partido | Partido                            | Ideología               | Líder                  |
| ------- | ---------------------------------- | ----------------------- | ---------------------- |
|         | Forza Italia (FI)                  | Conservadurismo liberal | Silvio Berlusconi      |
|         | Liga Norte (LN)                    | Regionalismo            | Umberto Bossi          |
|         | Centro Cristiano Democrático (CCD) | Democracia cristiana    | Pier Ferdinando Casini |
|         | Unión de Centro (UdC)              | Liberalismo             | Raffaele Costa         |

El Polo del Buen Gobierno estaba compuesto por los siguientes partidos:
| Partido | Partido                            | Ideología                    | Líder                  |
| ------- | ---------------------------------- | ---------------------------- | ---------------------- |
|         | Forza Italia (FI)                  | Conservadurismo liberal      | Silvio Berlusconi      |
|         | Alianza Nacional (AN)              | Conservadurismo nacionalista | Gianfranco Fini        |
|         | Centro Cristiano Democrático (CCD) | Democracia cristiana         | Pier Ferdinando Casini |
|         | Unión de Centro (UdC)              | Liberalismo                  | Raffaele Costa         |
|         | Polo Liberal Democrático (PLD)     | Liberalismo                  | Adriano Teso           |
|         | Lista Pannella (LP)                | Liberalismo                  | Marco Pannella         |

1. ↑  Incluyendo también a la Derecha Liberal Italiana.

### Elecciones generales de 1996
En las elecciones generales de Italia de 1996, el Polo por las Libertades estaba compuesto por los siguientes partidos:
| Partido | Partido                              | Ideología                    | Líder                  |
| ------- | ------------------------------------ | ---------------------------- | ---------------------- |
|         | Forza Italia (FI)                    | Conservadurismo liberal      | Silvio Berlusconi      |
|         | Alianza Nacional (AN)                | Conservadurismo nacionalista | Gianfranco Fini        |
|         | Centro Cristiano Democrático (CCD)   | Democracia cristiana         | Pier Ferdinando Casini |
|         | Cristianos Democráticos Unidos (CDU) | Democracia cristiana         | Rocco Buttiglione      |
|         | Liga Italiana Federalista (LIF)      | Federalismo                  | Luigi Negri            |
|         | Partido Federalista                  | Federalismo                  | Gianfranco Miglio      |
|         | Verdes Demócratas Liberales          | Liberalismo verde            | Silvano Vinceti        |

1. 1 2  Incluyendo también la Lista por Trieste (vea abajo) y la Unión de Centro.
2. ↑  Incluyendo también a la Derecha Liberal Italiana.
3. ↑  Los dos partidos disputaron las elecciones en una lista conjunta, incluyendo también a los Verdes Federalistas

La coalición también tenía un acuerdo electoral con:
| Partido | Partido                     | Ideología   | Líder          |
| ------- | --------------------------- | ----------- | -------------- |
|         | Lista Pannella–Sgarbi (LPS) | Liberalismo | Marco Pannella |

La coalición tenía un socio regional:
| Partido | Partido                 | Región               | Ideología        | Líder             |
| ------- | ----------------------- | -------------------- | ---------------- | ----------------- |
|         | Lista por Trieste (LpT) | Friuli-Venecia Julia | Socioliberalismo | Roberto Antonione |

### Elecciones generales de 2001
En las Elecciones generales de Italia de 2001, la Casa de las Libertades estaba compuesta por los siguientes partidos:
| Partido | Partido                              | Ideología               | Líder                  |
| ------- | ------------------------------------ | ----------------------- | ---------------------- |
|         | Forza Italia (FI)                    | Conservadurismo liberal | Silvio Berlusconi      |
|         | Alianza Nacional (AN)                | Conservadurismo         | Gianfranco Fini        |
|         | Liga Norte (LN)                      | Regionalismo            | Umberto Bossi          |
|         | Centro Cristiano Democrático (CCD)   | Democracia cristiana    | Pier Ferdinando Casini |
|         | Cristianos Democráticos Unidos (CDU) | Democracia cristiana    | Rocco Buttiglione      |
|         | Partido Socialista-Nuevo PSI (NPSI)  | Socialdemocracia        | Gianni De Michelis     |
|         | Partido Republicano Italiano (PRI)   | Liberalismo             | Giorgio La Malfa       |
|         | Abolición Scorporo (AS)              | Política unidireccional | –                      |

1. ↑  Incluyendo también al Partido Demócrata Cristiano, la Lista por Trieste y a Los Liberales-Sgarbi.[34]
2. ↑  Incluyendo también a la Derecha Liberal - Liberales por Italia.
3. ↑  Incluyendo también el Partido Autonomista Trentino Tirolés y la Lega Sud Ausonia (vea abajo)
4. 1 2  Los dos partidos disputaron las elecciones en una lista conjunta, incluyendo también a los Verdes Federalistas
5. ↑  El partido fue incluido en las listas de Forza Italia.
6. ↑  Abolición Scorporo fue una lista civetta.

La coalición tenía cinco socios regionales:
| Partido | Partido                                     | Región               | Ideología        | Líder              |
| ------- | ------------------------------------------- | -------------------- | ---------------- | ------------------ |
|         | Partido Autonomista Trentino Tirolés (PATT) | Trentino             | Regionalismo     | Giacomo Bezzi      |
|         | Lista por Trieste (LpT)                     | Friuli-Venecia Julia | Socioliberalismo | Roberto Antonione  |
|         | Lega Sud Ausonia (LSA)                      | Campania             | Regionalismo     | Gianfranco Vestuto |
|         | Nueva Sicilia (NS)                          | Sicilia              | Regionalismo     | Bartolo Pellegrino |
|         | Reformadores Sardos (RS)                    | Cerdeña              | Regionalismo     | Massimo Fantola    |

La coalición también tenía un acuerdo electoral con:
| Partido | Partido             | Ideología   | Líder      |
| ------- | ------------------- | ----------- | ---------- |
|         | Llama Tricolor (FT) | Neofascismo | Pino Rauti |

### Elecciones generales de 2006
En las elecciones generales de Italia de 2006, La Casa de las Libertades estaba compuesta por los siguientes partidos:
| Partido | Partido                                              | Ideología                     | Líder                  |
| ------- | ---------------------------------------------------- | ----------------------------- | ---------------------- |
|         | Forza Italia (FI)                                    | Conservadurismo liberal       | Silvio Berlusconi      |
|         | Alianza Nacional (AN)                                | Conservadurismo               | Gianfranco Fini        |
|         | Unión de los Demócratas Cristianos y de Centro (UCD) | Democracia cristiana          | Pier Ferdinando Casini |
|         | Liga Norte (LN)                                      | Regionalismo                  | Umberto Bossi          |
|         | Movimiento por las Autonomías (MpA)                  | Regionalismo                  | Raffaele Lombardo      |
|         | Democracia Cristiana por las Autonomías (CDA)        | Democracia cristiana          | Gianfranco Rotondi     |
|         | Nuevo Partido Socialista Italiano (NPSI)             | Socialdemocracia              | Gianni De Michelis     |
|         | Alternativa Social (AS)                              | Neofascismo                   | Alessandra Mussolini   |
|         | Llama Tricolor (FT)                                  | Neofascismo                   | Luca Romagnoli         |
|         | Pensionistas Unidos (PU)                             | Intereses de los Pensionistas | Filippo De Jorio       |
|         | Partido Republicano Italiano (PRI)                   | Liberalismo                   | Francesco Nucara       |
|         | Movimiento No Euro (MNE)                             | Euroescepticismo              | Renzo Rabellino        |
|         | Partido Liberal Italiano (PLI)                       | Liberalismo                   | Stefano De Luca        |
|         | Pacto Cristiano Extendido (PACE)                     | Democracia cristiana          | Gilberto Perri         |
|         | Reformistas Liberales (RL)                           | Liberalismo                   | Benedetto Della Vedova |
|         | S.O.S. Italia (SOS)                                  | Protección al consumidor      | Diego Volpe Pasini     |
|         | Verdes Federalistas (VF)                             | Liberalismo verde             | Laura Scalabrini       |

1. 1 2  Negociaciones fallidas con el Movimiento Idea Social.
2. ↑  La lista incluye también a los Reformadores Sardos (vea abajo).
3. 1 2  Los dos partidos formaron una lista conjunta. La lista incluía también al Partido Sardo de Acción (vea abajo).
4. 1 2  Los dos partidos disputaron las elecciones en una lista conjunta incluyendo a la Unión Popular Autonomista
5. ↑  Incluye Acción Social, Fuerza Nueva y Frente Nacional.
6. ↑  Incluyendo a CasaPound.[35]
7. 1 2  Los dos partidos fueron incluidos en las listas de Forza Italia.
8. ↑  Incluyendo a Verdes Verdes (vea abajo).

La coalición tenía nueve socios regionales:
| Partido | Partido                          | Región               | Ideología             | Líder              |
| ------- | -------------------------------- | -------------------- | --------------------- | ------------------ |
|         | Unión Popular Autonomista (UPA)  | Trentino             | Democracia cristiana  | Renzo Gubert       |
|         | Verdes Verdes (VV)               | Piedmont             | Conservadurismo verde | Maurizio Lupi      |
|         | Apulia Primero de Todo (PPT)     | Apulia               | Regionalismo          | Raffaele Fitto     |
|         | Lista por Trieste (LpT)          | Friuli-Venecia Julia | Socioliberalismo      | Giulio Camber      |
|         | Libertad y Autonomía (LeA)       | Friuli-Venecia Julia | Socioliberalismo      | Ferruccio Saro     |
|         | Nueva Sicilia (NS)               | Sicilia              | Socialdemocracia      | Bartolo Pellegrino |
|         | Pacto por Sicilia (PpS)          | Sicilia              | Democracia cristiana  | Nicolò Nicolosi    |
|         | Partido Sardo de Acción (PSd'Az) | Sardinia             | Nacionalismo sardo    | Giacomo Sanna      |
|         | Reformadores Sardos (RS)         | Sardinia             | Regionalismo          | Massimo Fantola    |

La coalición tenía un socio regional en distritos electorales extranjeros:
| Partido | Partido                | Región   | Ideología       | Líder           |
| ------- | ---------------------- | -------- | --------------- | --------------- |
|         | Por Italia en el Mundo | Exterior | Conservadurismo | Mirko Tremaglia |

La Casa de las Libertades también fue apoyada por Unitalia, por Italia Nuevamente y por el Partido Nacional Democrático y las conversaciones con la Alianza Siciliana fracasaron.

### Elecciones generales de 2008
Berlusconi lanzó El Pueblo de la Libertad a finales de 2007; A esta se unieron FI, AN y partidos menores, y continuó su alianza con la LN.
En las elecciones generales de 2008, la coalición estaba compuesta por tres partidos:
| Partido | Partido                             | Ideología               | Líder             |
| ------- | ----------------------------------- | ----------------------- | ----------------- |
|         | El Pueblo de la Libertad (PdL)      | Conservadurismo liberal | Silvio Berlusconi |
|         | Liga Norte (LN)                     | Regionalismo            | Umberto Bossi     |
|         | Movimiento por las Autonomías (MpA) | Regionalismo            | Raffaele Lombardo |

1. ↑  La lista, que se transformaría en un partido en 2009, incluía a Forza Italia, la Alianza Nacional, los Populares Liberales, la Democracia Cristiana por las Autonomías, el Nuevo Partido Socialista Italiano, el Partido Republicano Italiano, los Reformistas Liberales, el Partido de los Pensionistas, los Liberal Demócratas, la Federación de los Cristianos Populares,[38] ¡Decide!, los Italianos en el Mundo, la Acción Social (antes parte de la Alternativa Social), la Derecha Libertaria, los Socialistas Reformistas y Fortza Paris (vea abajo). No todos estos partidos se fusionarían oficialmente en el partido conjunto en 2009. El PdL también fue apoyado por la Democracia Cristiana, luego de ser excluido por el Ministerio del Interior de la competencia electoral debido a la similitud de su símbolo con el de la UDC y el Partido Socialista Democrático Italiano en Lombardía. Los Reformadores Sardos intentaron formar una alianza, pero las conversaciones fracasaron. También la Unión del Centro se negó a unir fuerzas[39][40][41] (y fue acompañado por los Reformadores Sardos).
2. ↑  Incluyendo también la Alianza Federalista.
3. ↑  El partido estaba establecido en Sicilia, pero desplegó listas en donde la LN no estuvo presente. Incluía partidos menores, como Italia del Centro[42] y la Liga de Acción Meridional, y fue apoyado por el Partido Socialista Democrático Italiano en Sicilia.

La coalición tenía cinco socios regionales:
| Partido | Partido                         | Región               | Ideología          | Líder          |
| ------- | ------------------------------- | -------------------- | ------------------ | -------------- |
|         | Verdes Verdes (VV)              | Piamonte             | Liberalismo verde  | Maurizio Lupi  |
|         | Apulia Primero de Todo (PPT)    | Apulia               | Regionalismo       | Raffaele Fitto |
|         | Liga de Acción Meridional (LAM) | Apulia               | Regionalismo       | Giancarlo Cito |
|         | Libertad y Autonomía (LeA)      | Friuli-Venecia Julia | Socioliberalismo   | Ferruccio Saro |
|         | Fortza París (FP)               | Cerdeña              | Nacionalismo sardo | Silvestro Ladu |

### Elecciones generales de 2013
En las elecciones generales de Italia de 2013, la coalición estaba compuesta por los siguientes partidos:
| Partido | Partido                          | Ideología                    | Líder               |
| ------- | -------------------------------- | ---------------------------- | ------------------- |
|         | El Pueblo de la Libertad (PdL)   | Conservadurismo liberal      | Silvio Berlusconi   |
|         | Liga Norte (LN)                  | Regionalismo                 | Roberto Maroni      |
|         | Hermanos de Italia (FdI)         | Conservadurismo nacionalista | Giorgia Meloni      |
|         | La Derecha (LD)                  | Nacionalismo italiano        | Francesco Storace   |
|         | Gran Sur–MpA (GS–MpA)            | Regionalismo                 | Gianfranco Micciché |
|         | Moderados en Revolución (MIR)    | Conservadurismo liberal      | Gianpiero Samorì    |
|         | Partido de los Pensionistas (PP) | Intereses de los jubilados   | Carlo Fatuzzo       |
|         | Acuerdo Popular (IP)             | Democracia cristiana         | Giampiero Catone    |
|         | Basta de Impuestos (BT)          | Antiimpuestos                | Luciano Garatti     |

1. ↑  La lista fue apoyada por el Partido Socialista Democrático Italiano y el Partido Demócrata Cristiano[44] e incluye a la Unión de Demócratas por Europa,[45][46] el Nuevo Partido Socialista Italiano, la Democracia Cristiana, la Cantiere Popolare, el Movimiento por las Autonomías, Fortza Paris (vea abajo) y la Federación de Cristianos Populares.[47]
2. ↑  La lista incluye a la Lista de Trabajo y Libertad y fue apoyado por la Asociación Fassa.[48]
3. ↑  Ambos partidos tenían su sede en Sicilia, pero se presentaron en varias regiones.
4. ↑  Incluyendo Fuerza del Sur, Yo el Sur y Nosotros el Sur.
5. ↑  Incluyendo a Justicia Social[49] y a Democracia Cristiana.

La coalición tenía ocho socios regionales:
| Partido | Partido                          | Región         | Ideología          | Líder                    |
| ------- | -------------------------------- | -------------- | ------------------ | ------------------------ |
|         | Unión Valdostana (UV)            | Valle de Aosta | Regionalismo       | Ennio Pastoret           |
|         | Stella Alpina (SA)               | Valle de Aosta | Regionalismo       | Maurizio Martin          |
|         | Federación Autonomista (FA)      | Valle de Aosta | Regionalismo       | Giorgio Lavoyer          |
|         | Apulia Primero de Todo (PPT)     | Apulia         | Regionalismo       | Raffaele Fitto           |
|         | Cantiere Popolare (CP)           | Sicilia        | Regionalismo       | Francesco Saverio Romano |
|         | Partido de los Sicilianos (PdS)  | Sicilia        | Regionalismo       | Raffaele Lombardo        |
|         | Fortza París (FP)                | Sardinia       | Nacionalismo sardo | Silvestro Ladu           |
|         | Libre por una Justa Italia (LIE) | Campania       |                    | Angelo Pisani            |

Las negociaciones con Alto Adigio en el Corazón fracasaron.

### Elecciones generales de 2018
En las elecciones generales de 2018, la coalición estaba compuesta por cinco partidos:
| Partido | Partido                             | Ideología                    | Líder             |
| ------- | ----------------------------------- | ---------------------------- | ----------------- |
|         | Liga Norte (LN)                     | Populismo de derecha         | Matteo Salvini    |
|         | Forza Italia (FI)                   | Conservadurismo liberal      | Silvio Berlusconi |
|         | Hermanos de Italia (FdI)            | Conservadurismo nacionalista | Giorgia Meloni    |
|         | Nosotros con Italia – UDC (NcI–UDC) | Democracia cristiana         | Raffaele Fitto    |

1. ↑  Participando como "Lega – Salvini Premier", incluye al Movimiento Nacional por la Soberanía, al Partido Liberal Italiano, Nosotros con Salvini y al Partido Sardo de Acción (vea abajo) y fue apoyado por la Unión de Ciudadanos por Tirol del Sur[57][58] y los Autonomistas Populares.[59]
2. ↑  Incluye a Energías para Italia, Los Liberales, Revolución Cristiana, el Partido de los Pensionistas, el Movimiento Animalista, Renacimiento, los Moderados en Revolución, la Unión de Demócratas por Europa, el Nuevo Partido Socialista Italiano, Véneto por la Autonomía (vea abajo),[60] Asociación Fassa (vea abajo),[61] disidentes del Partido Republicano Italiano y apoyados por el Partido Socialista Democrático Italiano
3. ↑  Incluye a Alto Adigio en el Corazón (vea abajo),[62] Derecha Social, Se convertirá hermosa, Haciendo Frente, Libertad Nacional, Renovación Correcta, Llama Nacional y Larga Vida a Italia.[63][64][65]
4. ↑  Incluye a Dirección Italia (incluyendo a Autonomía Responsable y a los Reformadores Sardos, vea abajo), Elección Cívica, ¡Hacer!, la Cantiere Popolare (vea abajo), el Movimiento por las Autonomías (vea abajo), escindidos de Alternativa Popular, la Unión de Centro, Identidad y Acción y los Nuevos Demócratas Cristianos Unidos y fueron apoyados por la Unión Popular Autonomista.[66][67]

La coalición tenía diez socios regionales:
| Partido | Partido                                 | Región               | Ideología            | Líder                    |
| ------- | --------------------------------------- | -------------------- | -------------------- | ------------------------ |
|         | Movimiento Nuevo Valle de Aosta (MNVdA) | Valle de Aosta       | Regionalismo         | Roberto Di Francesco     |
|         | Alto Adigio en el Corazón (AAC)         | Tirol del Sur        | Conservadurismo      | Alessandro Urzì          |
|         | Asociación Fassa (AF)                   | Trentino             | Democracia cristiana | Elena Testor             |
|         | Véneto por la Autonomía (VpA)           | Véneto               | Regionalismo         | Maurizio Conte           |
|         | Autonomía Responsable (AR)              | Friuli-Venecia Julia | Centrismo            | Renzo Tondo              |
|         | Cantiere Popolare (CP)                  | Sicilia              | Regionalismo         | Francesco Saverio Romano |
|         | Movimiento por las Autonomías (MpA)     | Sicilia              | Regionalismo         | Raffaele Lombardo        |
|         | Se Volverá Hermosa (DB)                 | Sicilia              | Regionalismo         | Nello Musumeci           |
|         | Partido Sardo de Acción (PSd'Az)        | Cerdeña              | Nacionalismo sardo   | Christian Solinas        |
|         | Reformadores Sardos (RS)                | Cerdeña              | Regionalismo         | Michele Cossa            |

1. 1 2  Ambos partidos ahora están activas solo en Sicilia.

### Elecciones generales de 2022
En las elecciones generales de 2022, la coalición estaba compuesta por cuatro partidos:
| Partido | Partido                  | Ideología                    | Líder             |
| ------- | ------------------------ | ---------------------------- | ----------------- |
|         | Hermanos de Italia (FdI) | Conservadurismo nacionalista | Giorgia Meloni    |
|         | Liga (Lega)              | Populismo de derecha         | Matteo Salvini    |
|         | Forza Italia (FI)        | Conservadurismo liberal      | Silvio Berlusconi |
|         | Nosotros Moderados (NM)  | Democracia cristiana         | Maurizio Lupi     |

1. ↑  Incluye a Verde es Popular, Partido del Valor Humano[69] y a Diventerà Bellissima.
2. ↑  Incluye al Partido Sardo de Acción, Derecha Liberal Italiana y a la Asociación Fassa.
3. ↑  Incluye al Nuevo Partido Socialista Italiano y al Movimiento Animalista; es apoyado por el Partido Liberal Italiano.
4. ↑  Lista electoral compuesta por Nosotros con Italia (NcI), Italia en el Centro (IaC), Coraggio Italia (CI) y la Unión de Centro (UdC). Incluye a Cambiamo! (C!), Vinciamo Italia (VI), Identidad y Acción (IDeA), Cantiere Popolare (CP), Liguria Popular (LP) y al Partido de los Europeos y Liberales (PEL).

## Resultados electorales

### Parlamento Italiano
| Elección | Líder             | Cámara de Diputados | Cámara de Diputados | Cámara de Diputados | Cámara de Diputados | Cámara de Diputados | Senado de la República | Senado de la República | Senado de la República | Senado de la República | Senado de la República |
| Elección | Líder             | Votos               | %                   | Escaños             | +/–                 | Posición            | Votos                  | %                      | Escaños                | +/–                    | Posición               |
| -------- | ----------------- | ------------------- | ------------------- | ------------------- | ------------------- | ------------------- | ---------------------- | ---------------------- | ---------------------- | ---------------------- | ---------------------- |
| 1994     | Silvio Berlusconi | 18.200.270          | 46,1                | 366/630             | –                   | 1ero                | 14.110.705             | 42,5                   | 156/315                | –                      | 1ero                   |
| 1996     | Silvio Berlusconi | 15.095.436          | 43,2                | 246/630             | 120                 | 2do                 | 12.185.020             | 37,4                   | 116/315                | 40                     | 2do                    |
| 2001     | Silvio Berlusconi | 18.569.126          | 49,6                | 368/630             | 122                 | 1ero                | 14.406.519             | 42,5                   | 176/315                | 60                     | 1ero                   |
| 2006     | Silvio Berlusconi | 18.995.697          | 49,7                | 281/630             | 87                  | 2do                 | 17.359.754             | 49,8                   | 156/315                | 20                     | 1ero                   |
| 2008     | Silvio Berlusconi | 17.064.506          | 46,8                | 344/630             | 43                  | 1ero                | 15.508.899             | 47,3                   | 174/315                | 18                     | 1ero                   |
| 2013     | Silvio Berlusconi | 9.923.109           | 29,2                | 125/630             | 219                 | 2do                 | 9.405.679              | 30,7                   | 117/315                | 57                     | 2do                    |
| 2018     | Matteo Salvini    | 12.152.345          | 37,0                | 265/630             | 140                 | 1ero                | 11.327.549             | 37,5                   | 135/315                | 18                     | 1ero                   |
| 2022     | Giorgia Meloni    | 12.300.244          | 43,7                | 237/400             | 28                  | 1ero                | 12.129.547             | 44,0                   | 115/200                | 2                      | 1ero                   |

1. 1 2  Según el acuerdo actual de la coalición de centroderecha, el líder del partido que obtenga la mayor cantidad de votos dentro de la coalición se convierte en candidato a Primer Ministro.

### Consejos Regionales
| Región               | Año electoral | Votos            | %    | Escaños | +/−         |
| -------------------- | ------------- | ---------------- | ---- | ------- | ----------- |
| Valle de Aosta       | 2020          | 19.598 (1ero)    | 29,6 | 11/35   | 4           |
| Piamonte             | 2024          | 936.098 (1ero)   | 56,6 | 31/51   | 2           |
| Lombardía            | 2023          | 1.621.095 (1ero) | 56,3 | 49/80   | Sin cambios |
| Tirol del Sur        | 2023          | 28.514           | 10,1 | 3/35    | 2           |
| Trentino             | 2023          | 122.398 (1ero)   | 52,6 | 21/35   | Sin cambios |
| Véneto               | 2020          | 1.582.405 (1ero) | 77,0 | 42/51   | 11          |
| Friuli-Venecia Julia | 2023          | 250.903 (1ero)   | 63,5 | 29/49   | Sin cambios |
| Emilia-Romaña        | 2024          | 594.553 (2do)    | 39,8 | 16/50   | 3           |
| Liguria              | 2024          | 271.863 (1ero)   | 48,3 | 18/31   | 1           |
| Toscana              | 2020          | 659.058 (2do)    | 40,6 | 14/41   | 5           |
| Marcas               | 2020          | 325.140 (2do)    | 52,1 | 20/31   | 13          |
| Umbría               | 2024          | 151.899 (2do)    | 47,3 | 8/21    | 5           |
| Lacio                | 2023          | 855.450 (1ero)   | 55,3 | 31/50   | 16          |
| Abruzos              | 2024          | 316.637 (1ero)   | 54,7 | 18/31   | Sin cambios |
| Molise               | 2023          | 91.278 (1ero)    | 64,5 | 14/21   | 1           |
| Campania             | 2020          | 450.856 (2do)    | 19,1 | 11/51   | 2           |
| Apulia               | 2020          | 694.536 (2do)    | 41,4 | 18/51   | 5           |
| Basilicata           | 2024          | 150.381 (1ero)   | 57,5 | 13/21   | Sin cambios |
| Calabria             | 2021          | 424.666 (1ero)   | 55,7 | 21/30   | 1           |
| Sicilia              | 2022          | 934.322 (1ero)   | 50.0 | 40/70   | 4           |
| Cerdeña              | 2024          | 333.873 (1ero)   | 48,4 | 24/60   | 12          |

1. 1 2  En el Valle de Aosta y Tirol del Sur la coalición de centroderecha participó dividida.